# ムルタザー
ムルタザー（ペルシア語: ئمرتضی, ラテン文字転写: Murtaza, 生没年不詳）は、大オルダの王族。

## 生涯
アフマドの長男。1480年のウグラ河畔の対峙後にアフマドが撤退すると、ムルタザーはルーシの地（現在のウクライナ）を襲撃し、コニンとユコボを占領して支配下に置こうとしたが、モスクワのアンドレイ・ボルショイとアンドレイ・メンシイが軍を向けてきたため、ステップ地帯に撤退した。
1481年にアフマドがシビル・ハン国のイバクに殺害されると、君主位を巡ってそれぞれの支持者に擁立された弟のサイイド・アフマドとシャイフ・アフマドたちとの間で争いが始まった。1484年にポーランド王カジミェシュ4世に書状を出して、大オルダによるポーランド領内への被害を防ぐことを約束している。争いの結果シャイフ・アフマドが勝利し、ムルタザーはベクリャリ＝ベクであったティムール・マンギトの手引きを受けて、サイイド・アフマドと共にクリミアに亡命したが、メングリ1世からは半ば捕虜のように扱われた。
1485年にムルタザーとサイイド・アフマドはクリミアからの脱出を画策し、サイイド・アフマドとティムール・マンギトはキプチャク草原への逃亡に成功した。しかしムルタザーは失敗して捕えられ、カッファに投獄された。すぐ後に草原で政権を握ったサイイド・アフマドはクリミアを攻撃し、ムルタザーは救出された。
帰還したムルタザーもハンを称し、キプチャク草原に兄弟3人が並び立つ状況になったが互いの衝突には至らなかった。1486年、ムルタザーはメングリ1世を打倒するためにモスクワのイヴァン3世とヌール・デヴレト（メングリ1世の兄）の助力を得ようとして、シャー＝バフルールを使者として書状を送ったが、イヴァン3世は当時同盟国だったクリミアと事を構えるのを良しとせず、かえってムルタザーを牽制するために南の国境近くにヌール・デヴレト率いる軍を差し向けた。モスクワから助力を得られず失敗したムルタザーの権威は大きく失墜することとなった。
1493年、ノガイ・オルダとの関係を改善するために、シャイフ・アフマドがノガイのミルザだったムサの娘と婚姻すると、それに反発した貴族たちによってシャイフ・アフマドは追放され、ムルタザーが擁立された。しかし1494年6月にシャイフ・アフマドが復帰すると、ムルタザーはベクリャリ＝ベクのハジクと共にチェルケス人のいたテレク川に逃亡した。
1502年にメングリ1世に敗北したシャイフ・アフマドが亡命先のリトアニアで捕虜になると、ジョチ・ウルスの復活を望むノガイ族たちはリトアニア大公ジーギマンタス2世にシャイフ・アフマドの解放を度々訴えたが、それと並行してムルタザーに君主位につくように求めた。ムルタザーはこれを拒否して、シャイフ・アフマドからカルガに任じられていた弟のハジ＝アフマドを次の君主に指名した。1514年秋、テレク川においてハジ＝アフマドはムルタザーやノガイ族たちの前で即位した。

## 参考資料
- Henry Hoyle Howorth (2008/01/01). History of the Mongols from the 9th to the 19th Century: The So-Called Tartars of Russia and Central Asia. Cosimo, Inc. ISBN 978-1605201344
- Dariusz Kolodziejczyk (2011/06/22). The Crimean Khanate and Poland-Lithuania: International Diplomacy on the European Periphery (15th-18th Century). A Study of Peace Treaties Followed by Annotated Documents. BRILL. ISBN 978-9004191907
- Cihan Yüksel Muslu (2014/07/25). The Ottomans and the Mamluks: Imperial Diplomacy and Warfare in the Islamic World. Bloomsbury Publishing. ISBN 978-0857724762
- Vadim V. Trepavlov (2018-10). “The Takht Eli Khanate: The State System at the Twilight of the Golden Horde”. Revue des mondes musulmans et de la Méditerranée (Édisud) 143.

| スタブアイコン | サブスタブ | この項目は、まだ閲覧者の調べものの参照としては役立たない、人物に関連した書きかけの項目です。この項目を加筆・訂正などしてくださる協力者を求めています（P:人物伝/PJ:人物伝）。 |